# Мару, Суаибу
Суаибу Мару (фр. Souaibou Marou; род. 3 декабря 2000, Гаруа) — камерунский футболист, нападающий южноафриканского клуба «Орландо Пайретс» и сборной Камеруна.

## Игровая карьера

### Клубная карьера
Мару в течение пяти сезонов играл за «Котон Спорт», с которым выиграл два чемпионских титула и Кубок страны, а также получил награду «Игрок сезона» по итогам сезона 2021/22.
В январе 2023 года присоединился к южноафриканскому клубу «Орландо Пайретс», с которым подписал контракт сроком на два с половиной года.

### Карьера в сборной
Вошёл в состав сборной Камеруна на чемпионат мира 2022 года, но на турнире не играл.

## Достижения
«Котон Спорт»
- Чемпион Камеруна (2): 2021, 2022
- Обладатель Кубка Камеруна (1): 2022